# BAP Mariátegui (FM-54)
BAP Mariátegui (FM-54) es una fragata lanzamisiles que construyó el Perú para su Marina de Guerra, a finales de la década de los años 1970 e inicios de los 80's. La fragata, pertenece a la clase Lupo y es una de las ocho con que cuenta la Flota Naval del Pacífico de la Marina de Guerra del Perú.
La BAP Mariátegui fue botada en octubre de 1984, su alistamiento se completó en el mismo astillero en el puerto de El Callao con mano de obra y tecnología peruana. Las pruebas de entrega fueron en julio de 1985, la entrega en mayo de 1986 y el afirmado del pabellón peruano el 28 de diciembre de 1987, incorporándose inmediatamente a la escuadra peruana en el Mar de Grau.

## Nombre
Su nombre fue colocado en honor al contralmirante AP Ignacio Mariátegui y Tellería, prócer de la independencia del Perú, que combatió al ejército realista español.

## Unidades de la Clase Carvajal
La Clase Carvajal, está compuesta por los siguientes navíos:
- Fragata BAP Almirante Grau (FM-53)
- Fragata BAP Villavicencio (FM-52)
- Patrullera oceánica BAP Guardiamarina San Martín (PO-201)